# ما ليلي
ما ليلي (بالصينية: 马磊磊) (22 مارس 1989 بتيانجين في الصين - ) هو لاعب كرة قدم صيني في مركز الوسط. لعب مع كينغداو جونون ونادي تيانجين تيدا وMeizhou Hakka F.C. ‏.

## وصلات خارجية
- ما ليلي على موقع قاعدة بيانات كرة القدم.إي يو (الإنجليزية)